# برنهارد راب
برنهارد راب (بالألمانية: Bernhard Raab)‏ (17 مارس 1966 - ) هو لاعب كرة قدم ألماني في مركز الهجوم. لعب مع فيهين فيسبادن ونادي بفورتسهايم .1 ونادي كارلسروه ونادي هسن كاسل ونادي بيبريتش ‏.

## وصلات خارجية
- برنهارد راب على موقع قاعدة بيانات كرة القدم.إي يو (الإنجليزية)
- برنهارد راب على موقع بيانات كرة القدم. دي إي (الألمانية)
- برنهارد راب على موقع عالم كرة القدم.نت (الإنجليزية)